# ドリース・ワウテルス
ドリース・ワウテルス（Dries Wouters、1997年1月28日 - ）は、ベルギー・トンゲレン出身のサッカー選手。ロンメルSK所属。ポジションはディフェンダー。

## クラブ経歴
KRCヘンクのユースで育成され、2015年5月10日、SVズルテ・ワレヘムとのリーグ戦でトップチームデビューを果たした。
2021年7月15日、シャルケ04と契約。しかし、2部リーグで2試合の出場と苦しみ、2022年1月12日にKVメヘレンへのローン移籍で母国リーグ復帰となった。

## タイトル

### クラブ
KRCヘンク
- ベルギー・ファースト・ディビジョンA : 1回 (2018-19)
- ベルギーカップ : 1回 (2020-21)
- ベルギー・スーパーカップ : 1回 (2020)